# 続・荒野の用心棒
『続・荒野の用心棒』（ぞく こうやのようじんぼう、原題 Django）は、1966年のイタリアの映画。セルジオ・コルブッチ監督。フランコ・ネロ主演のマカロニ・ウェスタン。フランコ・ネロ演ずる棺桶をひきずったガンマン「Django（ジャンゴ）」で知られている。本作の商業的成功により、数多くのマカロニ・ウェスタンで「ジャンゴ」というキャラクターが引用されることになった(参考：en:Django (character))。

## 概要
コルブッチ監督、およびフランコ・ネロの出世作である。邦題では『続・荒野の用心棒』となっているが、セルジオ・レオーネの『荒野の用心棒』とは、その翻案となった黒澤明の『用心棒』の「流れ者と、町の敵対する集団の争い」という部分的なプロットは似ているものの、配給会社によって付けられた邦題であり続編ではない（なおこの事が関係して、後に配給された『荒野の用心棒』の正式な続編は『夕陽のガンマン』とタイトルが付けられた）。
リンチのシーンなどに残酷な描写があるため、各国で上映禁止、あるいは年齢制限がなされた。一例として、イギリスでは全英映像等級審査機構により、1993年になって18禁として許可された。しかし本作品の残酷な描写やダーティな映像、リアリティを度外視した演出は、後に多数製作されたマカロニ・ウエスタンにおいて、ひとつのスタイルとして受け継がれていった。

## ストーリー

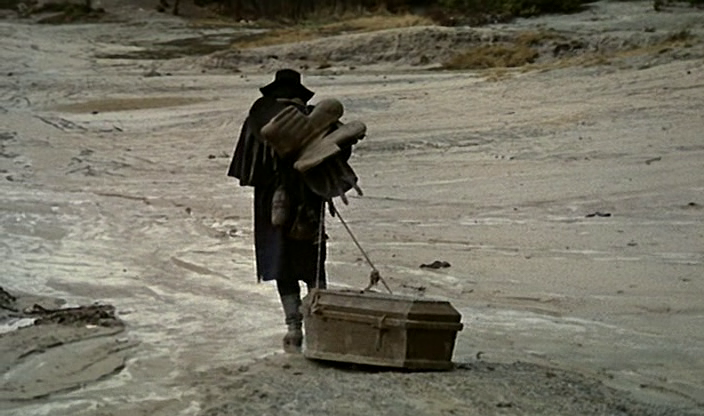
棺桶を引きずるジャンゴ

メキシコ国境に近い宿場町。ここでは元南軍のジャクソン少佐とメキシコ独立運動家ウーゴ・ロドリゲス将軍の率いる二つの勢力が対立していた。棺桶を引きずりながら現れた流れ者のガンマン・ジャンゴは、ジャクソン少佐一味に殺されかかっていた娼婦マリアを救う。町に入ったジャンゴは酒場で出会ったジャクソンの部下のジョナサン神父を挑発し、話を聞きつけて酒場を訪れたジャクソンの部下たちを射殺する。ジャクソンは40人の部下を引き連れて報復に現れるが、ジャンゴは棺桶から取り出した機関銃を乱射し返り討ちにする。しかし、ジャンゴはジャクソンを見逃し、酒場の主人ナタニエレと共にジャクソンの部下たちを埋葬に向かう。埋葬を終えたジャンゴは、かつての恋人がジャクソンによって殺されたことを語る。
ジャクソン一味がいなくなった町にジョナサンが現れ、「マリアが町に災いを呼んだ」と責め立てる。そこにロドリゲス将軍一味がやってきてジョナサンは殺される。ロドリゲスは酒場で、命の恩人であるジャンゴを見付けて再会を喜ぶ。ジャンゴはロドリゲスに対し、ジャクソンが金塊を預けているメキシコ政府軍の砦を襲撃することを持ち掛け、独立戦争を仕掛けるための軍資金を求めていたロドリゲスは提案を受け入れる。ジャンゴたちはナタニエレの荷馬車に隠れて砦に向かい、油断していたメキシコ軍を襲い金塊をの強奪に成功する。酒場に戻ったジャンゴは金塊を山分けして立ち去ろうとするが、ロドリゲスは金塊を独り占めしようとしたため、彼らが祝杯を挙げている間に金塊を盗み出し、マリアと共に逃亡する。メキシコ国境まで来たジャンゴはマリアと別れようとするが、銃が暴発した勢いで馬が驚き、金塊を入れた棺桶が沼に落ちてしまう。棺桶を追って沼に飛び込んだジャンゴは沼に沈んでいき、マリアは助けようとするが、追い付いたロドリゲス一味に撃たれ重傷を負い、捕まったジャンゴは二度と拳銃が握れないように両手を潰されてしまう。

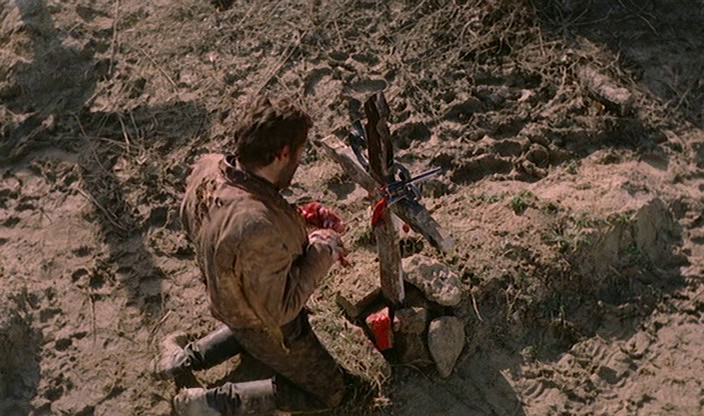
墓地の決闘でのジャンゴ

ジャンゴをリンチした後、ロドリゲス一味はメキシコに向かうが、待ち伏せしていたジャクソンとメキシコ軍に襲撃され全滅する。酒場に戻ったジャンゴは、ナタニエレにマリアの手当てを頼み、同時にジャクソンとの決着を付けるために、彼を墓地に呼び出す。ナタニエレからジャンゴの伝言を聞いたジャクソンは、彼を殺してジャンゴが待つ墓地に向かう。両手を砕かれ引き金を引けないジャンゴは、銃の用心金を歯で外し十字架を盾に決闘に備える。5人の部下と共に墓地に現れたジャクソンはジャンゴから距離をとり長銃で十字架を狙い撃つ。追い詰められる中、ジャンゴは1ショット1キルのファニングショットで応戦してジャクソンたちを射殺し、彼らの死体が横たわる墓地を後にする。

## キャスト
| 役名                   | 俳優                   | 日本語吹替                     | 日本語吹替                        | 日本語吹替                        | 日本語吹替                                                                                          |
| 役名                   | 俳優                   | NETテレビ版                    | TBS旧版                           | TBS新版                           | テレビ朝日版                                                                                        |
| ---------------------- | ---------------------- | ------------------------------ | --------------------------------- | --------------------------------- | --------------------------------------------------------------------------------------------------- |
| ジャンゴ               | フランコ・ネロ         | 小林清志                       | 瑳川哲朗                          | 小林清志                          | 小林清志                                                                                            |
| マリア                 | ロレダーナ・ヌシアク   | 来宮良子                       | 小沢沙季子                        | 渡辺知子                          | 来宮良子                                                                                            |
| ジャクソン少佐         | エドアルド・ファヤルド | 久松保夫                       | 西田昭市                          | 西田昭市                          | 大平透                                                                                              |
| ウーゴ・ロドリゲス将軍 | ホセ・ボダロ           | 雨森雅司                       | 滝口順平                          |                                   | 穂積隆信                                                                                            |
| ナタニエレ             | アンヘル・アルバレス   | 相模武                         |                                   |                                   | 相模太郎                                                                                            |
| ジョナサン神父         | ジーノ・ペルニーチェ   | 北村弘一                       |                                   |                                   | 北村弘一                                                                                            |
| 不明 その他            |                        |                                |                                   |                                   | 西田昭市 田中康郎 徳丸完 渡部猛 渡辺典子 島木綿子 小宮和枝 渡辺知子 山田礼子 沢木郁也 村山明 岡和男 |
|                        |                        |                                |                                   |                                   | |
| 演出                   | 演出                   |                                |                                   |                                   | 左近允洋                                                                                            |
| 翻訳                   | 翻訳                   |                                |                                   |                                   | 宇津木道子                                                                                          |
| 効果                   | 効果                   |                                |                                   |                                   | PAG                                                                                                 |
| 調整                   | 調整                   |                                |                                   |                                   | 山田太平                                                                                            |
| 制作                   | 制作                   |                                |                                   |                                   | ニュージャパンフィルム                                                                              |
| 解説                   | 解説                   | 淀川長治                       | 荻昌弘                            | 荻昌弘                            | 淀川長治                                                                                            |
| 初回放送               | 初回放送               | 1971年7月11日 『日曜洋画劇場』 | 1974年7月8日 『月曜ロードショー』 | 1976年7月5日 『月曜ロードショー』 | 1979年7月1日 『日曜洋画劇場』                                                                       |

テレビ朝日版はデジタル・リマスター版の特別版BD・HDニューマスター版BD等に収録された。
※テレビ朝日版以外の吹替音声は権利元が音源を紛失しているため、2020年現在、視聴者から当時の録画を公募している。

## 続編
今作から20年ぶりの正当な続編として「ジャンゴ/灼熱の戦場」がイタリアで製作され、1992年に日本で公開された。出演は今作同様にフランコ・ネロ。監督はテッド・アーチャーが担当した。セルジオ・コルブッチは「キャラクター創造」としてクレジットされている。
続編でもなく、リメイクでもなく、ジャンゴなどのコルブッチ作品にインスパイアされた「世界に50数作品あるジャンゴのアレンジ作品の一つ（フランコ・ネロ談）」といっていい三池崇史のスキヤキ・ウエスタン ジャンゴ、前述したとおりリメイクなどでないが、主題歌は本作のルイス制作の「ジャンゴ」を正式にアレンジした北島三郎の曲であり、本作をはじめとするコルブッチ作品の大ファンであるクエンティン・タランティーノも出演している。
正当な続編ではないが本作に影響を受けたタランティーノ監督が「Django Unchained」（邦題 ジャンゴ 繋がれざる者）を制作・公開、「Django」で使用されたエンリオ・モリコーネの劇中曲を採用。フランコ・ネロも端役で出演。

## その他
石ノ森章太郎原作の仮面ライダーシリーズにも影響を与えており、主演の藤岡弘、と漫画家の村枝賢一も対談で本作の影響を受けたことを公言している。
小島秀夫 (ゲームデザイナー)は大の映画好きであり、本作を始めとしてマカロニの大ファンであるが、本作のジャンゴからインスパイアされたキャラがメタルギアシリーズにでてくる。
レオーネ作品や本作などのマカロニは、日本の時代劇にも影響を与え、TVの木枯し紋次郎や唖侍鬼一法眼、小池一夫原作子連れ狼、必殺仕掛人や必殺仕置人などの初期必殺シリーズに影響を与えている。